# Emilio Bacardí Moreau
Emilio Bacardí Moreau (Santiago de Cuba, 5 de juny de 1844 — 28 d'agost de 1922) va ser un escriptor, industrial i polític cubà, fill de Facund Bacardí i Massó i d'Amàlia Moreau. Va lluitar activament per la independència de Cuba, involucrant-se en conspiracions i moviments emancipadors, per la qual cosa va ser empresonat en diverses ocasions, primer a les Illes Chafarinas i després a Ceuta. Va ser el primer alcalde republicà de Santiago de Cuba el 1901 i senador el 1906, i va contribuir al desenvolupament de la ciutat, amb projectes com l'electrificació i el pavimentatge de carrers.